# Vicente Cutanda y Jarauta
Vicente Cutanda y Jarauta (Madrid, 2 de novembre de 1804 - 23 de juliol de 1866) va ser un botànic espanyol, director del Reial Jardí Botànic de Madrid (1846-1866) i catedràtic d'Organografia i Fisiologia Vegetal en aquesta mateixa institució (1846-1857). També fou catedràtic de fitografia i geografia botànica de la Universitat de Madrid i membre de la Secció botànica de la Comissió encarregada del mapa geològic de Madrid.
Va ser un destacat explorador del centre geogràfic espanyol i de la flora madrilenya en les serralades de Gredos i Guadarrama. El seu fill Vicente Cutanda Toraya va aconseguir renom com a pintor. En 1847 fou escollit per Isabel II d'Espanya com un dels acadèmics fundadors de la Reial Acadèmia de Ciències Exactes, Físiques i Naturals.

## Algunes publicacions
- 1861. Flora compendiada de Madrid y su provincia o descripción sucinta de las plantas vasculares que espontáneamente crecen en este territorio. Ed. Imprenta Nacional Madrid. 759 pp. en línea[Enllaç no actiu]
- -----, Mariano del Amo y Mora. 1848. Manual de Botánica descriptiva ó resúmen de las plantas que se encuentran en las cercanías de Madrid y de las que se cultivan en los jardines de la corte.... 1.156 pp. en línea[Enllaç no actiu]